# أدريان برايان
أدريان برايان (بالإنجليزية: Adrian Brian)‏ هو مصارع هاوي أمريكي، ولد في 16 مارس 1892 في كولمبوس في الولايات المتحدة، وتوفي في 1 سبتمبر 1978 في توسان في الولايات المتحدة.

## وصلات خارجية
- أدريان برايان على موقع اللجنة الأولمبية الدولية (الإنجليزية)
- أدريان برايان على موقع أوليمبيديا (الإنجليزية)